# Salching

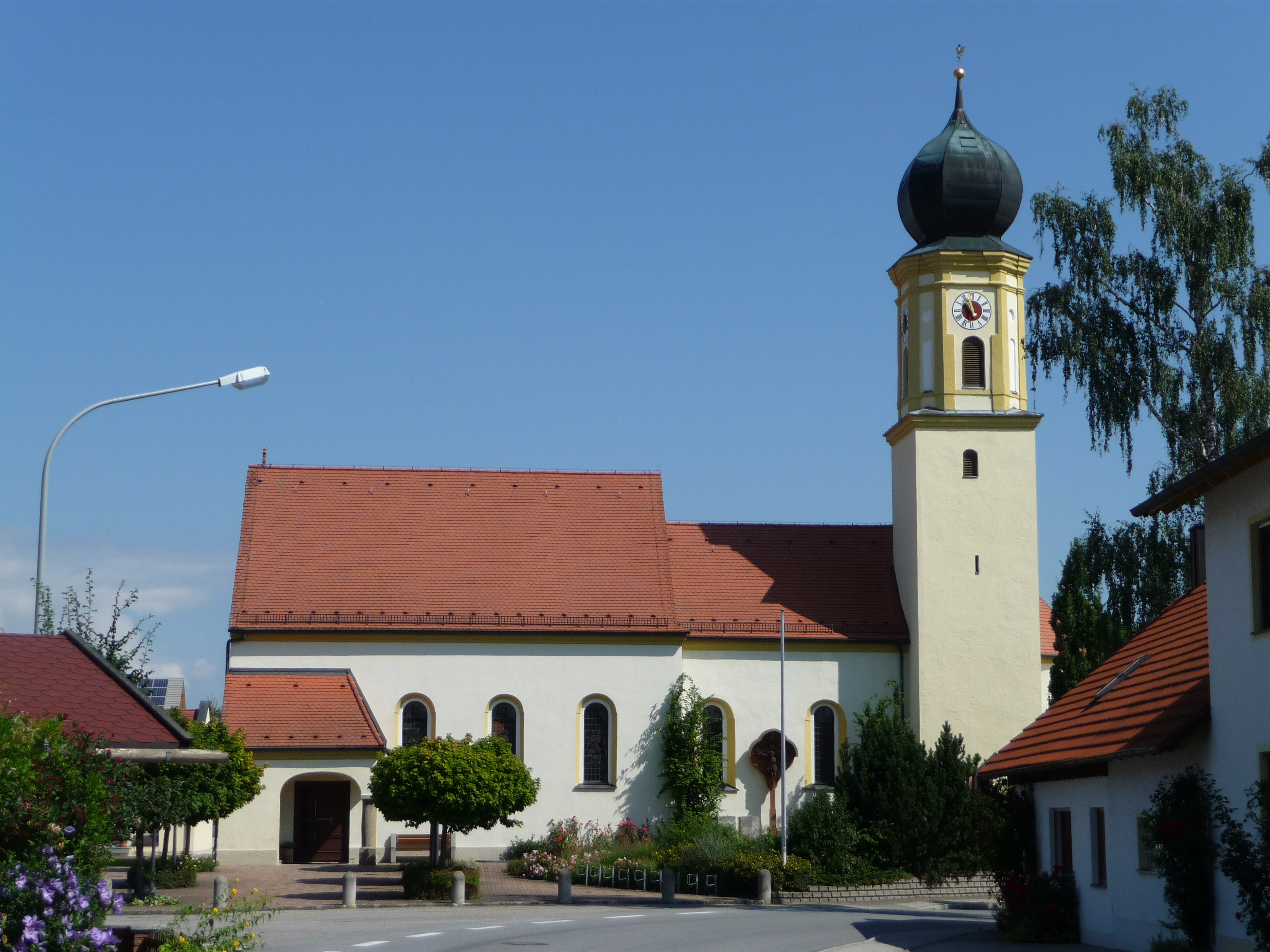
Die Kirche St. Peter und Paul in Salching, eine Filialkirche der Pfarrei Oberpiebing

Salching ist eine Gemeinde im niederbayerischen Landkreis Straubing-Bogen und ein Mitglied der Verwaltungsgemeinschaft Aiterhofen.

## Geografie
Salching liegt in der Region Donau-Wald an der Aiterach fünf Kilometer südlich von Straubing inmitten des Gäubodens.

### Gemeindegliederung
Salching hat 12 Gemeindeteile (in Klammern ist der Siedlungstyp angegeben):
- Aufham (Einöde)
- Aumühle (Einöde)
- Außerhienthal (Weiler)
- Kienoden (Einöde)
- Kirchmatting (Kirchdorf)
- Maierhof (Weiler)
- Matting (Weiler mit Kirche)
- Niederpiebing (Dorf)
- Oberpiebing (Pfarrdorf)
- Pfaffenpoint (Weiler)
- Piering (Dorf)
- Salching (Kirchdorf)

Es gibt die Gemarkungen Salching und Oberpiebing.

## Geschichte

### Bis zur Gemeindegründung
Der Ort wurde urkundlich erstmals um 883/887 erwähnt. Grundherrschaften im Gemeindegebiet hatten im Mittelalter die adlige Familie Rainer von Rain, Kloster Sankt Emmeram in Regensburg und Kloster Oberalteich. Salching gehörte zum Rentamt und Landgericht Straubing des Kurfürstentums Bayern. Im Zuge der Verwaltungsreformen in Bayern entstand mit dem Gemeindeedikt von 1818 die heutige Gemeinde.

### Eingemeindungen
Im Rahmen der Gemeindegebietsreform wurde am 1. Mai 1978 die Gemeinde Oberpiebing fast vollständig eingegliedert, nur das Dorf Riedling kam zur Gemeinde Oberschneiding.

### Einwohnerentwicklung
Im Zeitraum 1988 bis 2018 wuchs die Gemeinde von 1719 auf 2595 Einwohner bzw. um 51 %.
- 1910: 0547 Einwohner (Volkszählung am 1. Dezember 1910)
- 1961: 1260 Einwohner (Volkszählung am 6. Juni 1961)
- 1970: 1336 Einwohner (Volkszählung am 27. Mai 1970)
- 1987: 1695 Einwohner (Volkszählung am 25. Mai 1987)
- 1991: 1823 Einwohner
- 1995: 1995 Einwohner
- 2000: 2373 Einwohner
- 2005: 2501 Einwohner
- 2010: 2509 Einwohner
- 2015: 2567 Einwohner

## Politik

### Gemeinderat
Die Gemeinderatswahl 2020 erbrachte folgende Stimmenanteile und Sitzverteilung:
- CSU/Miteinander Zukunft gestalten (CSU/MZG): 67,58 %; 9 Sitze
- Zum Wohle der Bürger (ZWB): 32,42 %; 5 Sitze

### Bürgermeister
Bürgermeister ist seit 1. Mai 2014 Alfons Neumeier. Bei der Wahl 2014 war er Wahlvorschlag von CSU/ÜPBB, bei der Wahl 2020 wurde er als Vorschlag von CSU/MZG mit 85,17 % wiedergewählt.

### Wappen
Blasonierung: „Gespalten, vorne in Rot, einen senkrecht gestellten Schlüssel in Silber, hinten in Silber zwei blaue Schrägbalken.“ Die rote Hälfte des Wappens mit dem silbernen Schlüssel rührt von den Klöstern St. Emmeram und Oberalteich, die Schrägbalken in Silber und Grau von den Herren von Rain her, welche diese von den altösterreichischen Herren von Graben erbten.

## Wirtschaft und Infrastruktur

### Wirtschaft einschließlich Land- und Forstwirtschaft
Es gab 1998 nach der amtlichen Statistik  im Bereich der Land- und Forstwirtschaft acht, im produzierenden Gewerbe 79 und im Bereich Handel und Verkehr 31 sozialversicherungspflichtig Beschäftigte am Arbeitsort. In sonstigen Wirtschaftsbereichen waren am Arbeitsort 39 Personen sozialversicherungspflichtig beschäftigt. Sozialversicherungspflichtig Beschäftigte am Wohnort gab es insgesamt 801. Im verarbeitenden Gewerbe gab es 16 Betriebe, im Bauhauptgewerbe zwei Betriebe. Es gab im Jahr 1999 51 landwirtschaftliche Betriebe mit einer landwirtschaftlich genutzten Fläche von 1835 ha, davon waren 1798 ha Ackerfläche.
Ein größerer Industriebetrieb mit Sitz in Salching ist die Sturm-Gruppe, ein Hersteller von Automatisierungs- und Fördertechnik. Das im Nachbardorf Hankofen gegründete Unternehmen baute 1997 sein erstes Werk in Salching. 
Seit 1994 besteht in Salching ein Werk der Boysen-Gruppe, das Abgasanlagen montiert und Just-in-sequence an die Montagebänder der BMW-Automobilwerke in Dingolfing und Regensburg liefert.

### Bildung
Es gibt folgende Einrichtungen:
- Kindergarten: 75 Kindergartenplätze und 34 Krippenplätze mit 16 Erzieherinnen und Kinderpflegerinnen (Stand: 2016)[11]
- Volksschulen: eine mit sieben Lehrern und 90 Schülern (Stand: 2016/2017)[12]

## Persönlichkeiten
- Josef Laumer (1887–1973), Politiker (SPD)
- Reinhold Perlak (* 1945), Politiker (SPD)